# NGC 7785
NGC 7785 је елиптична галаксија у сазвежђу Рибе која се налази на NGC листи објеката дубоког неба.
Деклинација објекта је + 5° 54' 58" а ректасцензија 23h 55m 18,9s. Привидна величина (магнитуда) објекта NGC 7785 износи 11,6 а фотографска магнитуда 12,6. Налази се на удаљености од 53,249 милиона парсека од Сунца. NGC 7785 је још познат и под ознакама UGC 12841, MCG 1-60-49, CGCG 407-75, KARA 1045, PGC 72867.